# Tamenus insularis
Tamenus insularis es una especie de arácnido del orden Pseudoscorpionida de la familia Atemnidae.

## Distribución geográfica
Se encuentra en Bioko, Guinea Ecuatorial.